# غيولا ماندي
غيولا ماندي، من مواليد يوليو 1899 في بودابست في هنغاريا وتوفي في 1969، لاعب كرة قدم هنغاري سابق ومدرب كرة قدم سابق.
و قد بدأ مسيرته الكروية مع نادي أم تي كي هنغاريا في عام 1919، ولعب معهم حتى عام 1929، وفي عام 1929 انتقل إلى نادي هنغاريا، ولعب معهم حتى عام 1937.
و قد لعب مع منتخب هنغاريا لكرة القدم بين عامي 1921 و1934، وشارك معهم في 31 مباراة.
و قد درب منتخب هنغاريا لكرة القدم بين عامي 1950 و1956، وفي عام 1958 انتقل إلى تدريب نادي أمريكا المكسيكي، وفي عام 1959 انتقل إلى تدريب منتخب إسرائيل لكرة القدم حتى عام 1963، وفي عام 1964 عاد إلى تدريب منتخب إسرائيل لكرة القدم.

## وصلات خارجية
- غيولا ماندي على موقع قاعدة بيانات كرة القدم.إي يو (الإنجليزية)
- غيولا ماندي على موقع ناشيونال فوتبول تيمز (الإنجليزية)
- غيولا ماندي على موقع أوليمبيديا (الإنجليزية)